# Анджей Жабинський
Анджей Жабинський (пол. Andrzej Żabiński; 28 травня 1938, Катовиці — 17 березня 1988, там же) — польський комуністичний політик, у 1980—1981 роках — секретар і член Політбюро ЦК ПОРП. У 1980 році підписав Щецинську та Ястшембську угоди зі страйковими комітетами. З вересня 1980 року до січня 1982 року — перший секретар Катовицького воєводського комітету ПОРП. Дотримувався жорсткого курсу, був одним з головних лідерів ортодоксального «партійного бетону». Виступав за силове придушення Солідарності та пряме втручання СРСР у ПНР. Навесні-влітку 1981 року претендував на вище керівництво ПОРП і ПНР. Підтримав запровадження воєнного стану. Відсторонений генералом Ярузельським після кровопролиття на шахті «Вуєк».

## Наближений Едварда Герека

### Комсомольський функціонер
Народився у сім'ї активіста ППР, страченого нацистами під час окупації. Як стверджував згодом добре поінформований Казімеж Барциковський, з дитинства Жабинський перебував під опікою Едварда Герека. У ранній молодості працював у Катовицях техніком деревообробки. З 18-річного віку перебував в урядущій компартії ПОРП. Закінчив соціологічний факультет Варшавського університету та Вищу школу суспільних наук при ЦК ПОРП.
У 1960 році Анджей Жабинський вступив до партійного апарату. До 1963 року — інструктор організаційного відділу Катовицького воєводського комітету ПОРП. Очолював воєводські організації Спілки сільської молоді та Спілки соціалістичної молоді (ZMS — польський комсомол). У 1967—1972 роках був головою ZMS (секретарем правління був майбутній перший секретар Варшавського комітету ПОРП Януш Кубасевич).
Під керівництвом Жабинського значно зросла чисельність організації, велися інтенсивні ідеологічні кампанії. Активісти ZMS проникали до профспілкових комітетів, суддівських колегій, житлових зборів, шкільних педрад, спортивних секцій, культурних семінарів. Багато з них ставали членами ОРМО, організовували групи підтримки міліції. Жабинський брав участь у діяльності ВФДМ, відвідував Чилі (за правління Народної єдності) та Кубу. Його ідеологічні установки були пройняті найортодоксальнішим комунізмом. Він ставив перед ZMS завдання марксистсько-ленінського виховання молоді, формування нової людини, підготовки авангарду боротьби проти класового ворога.

### Партійний функціонер
У 1971 році першим секретарем ЦК ПОРП став Едвард Герек. Анджея Жабинського кооптували у ЦК. У 1972—1973 роках завідував організаційним відділом ЦК. З квітня 1973 року до лютого 1980 року — перший секретар Опольського воєводського комітету ПОРП і голова воєводської ради. З лютого до жовтня 1980 року — секретар ЦК. У 1965—1985 роках Жабинський був депутатом сейму ПНР.
Зліт партійної кар'єри Жабинського: членство у ЦК, секретарські пости, припав на 1970-і роки та першу половину 1980 року. Він тримався підкреслено близько до Герека та його сім'ї, виконував його конфіденційні доручення, вважався типовим «гереківським кадром». Підтримував новації у соціально-економічній політиці, розвивав в Опольському воєводстві нові форми кооперативного господарювання та соціально-побутову інфраструктуру. Тому, попри ортодоксальні гасла, за ним передбачалася схильність до соціального маневрування, готовність до діалогу та компромісу.

Водночас на посаді в Ополі за Жабинським помічалася схильність до фінансових зловживань. Він вважався «найбагатшою людиною воєводства».
Ми будуємо цей соціалізм понад тридцять років, мусимо ж із цього будівництва щось особисто для себе взяти.

Анджей Жабинський.

### У серпні 1980 року
У серпні 1980 року у Польщі почався масовий страйковий рух. На цьому фоні 24 серпня Жабинський став кандидатом у члени Політбюро ЦК ПОРП і його включили до урядових делегацій на переговорах зі страйкарями Щецина та Верхньої Сілезії. У складі цих делегацій, на чолі з Казімежем Барциковським та Александром Копецем, підписав Серпневі угоди з Міжзаводським страйковим комітетом Щецина та шахтарським страйковим комітетом у Ястшембі-Здруї. Барциковський вважав, що Герек спеціально направив свого довіреного Жабинського для додаткового особистого контролю.
6 вересня 1980 року Герека відсторонили від керівництва ПОРП. На посаді першого секретаря ЦК його змінив Станіслав Каня. Це, проте, спочатку не послабило номенклатурних позицій Жабинського. Один з наймолодших членів вищого керівництва, він сприймався як енергійний і креативний діяч, цілком відповідальний важкому моменту — хоча через колишню близькість до Герека не міг користуватися повною довірою нових керівників. Того ж дня Жабинського кооптували до найвищого органу партійно-державної влади — Політбюро ЦК ПОРП. Через два тижні, 19 вересня 1980 року, обійняв посаду першого секретаря Катовицького воєводського комітету ПОРП.

## Катовицький секретар

#### Покровитель догматичного форуму
На новій посаді Анджей Жабинський змінив багаторічного першого секретаря Здзислава Грудзеня — одного з найближчих сподвижників відстороненого Едварда Герека, який мав у Сілезії дуже одіозну репутацію. З цієї причини спочатку Жабинський сприймався як реформатор. Але ці ілюзії невдовзі розвіялися.
Катовицьке воєводство — важливий промисловий регіон, осередок металургійних і вугледобувних підприємств. Тут виникли сильні організації профспілки Солідарність. Голова профцентру Катовицького Анджей Розплоховський стояв на радикально антикомуністичній позиції. З іншого боку, у Катовиці сформувався центр «партійного бетону» — сталіністські та прорадянські налаштованих ортодоксальних функціонерів ПОРП. Лідером цього угрупування став Анджей Жабинський.
На першій зустрічі з партактивом воєводської міліції та служби держбезпеки (СБ) Жабинський прямо поставив завдання: ліквідувати «Солідарність» і насамперед КОС-КОР. Міцний політичний альянс склався у Жабинського з воєводським комендантом міліції полковником Єжи Грубою та начальником регіональної СБ полковником Зигмунтом Барановським. Катовицький воєвода Генрик Лихось зарекомендував себе як «маріонетку в руках партії».
Політичні амбіції Жабинського виходили далеко за межі Сілезії. За його активної участі був організований Катовицький партійний форум (KFP) — орієнтований на таких «бетонно-сталінських» керівників, як Мирослав Мілевський, Стефан Ольшовський, Тадеуш Грабський, Станіслав Кочелек, Здзіслав Куровський. Особливе місце займав Мечислав Мочар, який офіційно очолював Верховну контрольну палату, але реально мав важелі вирішального впливу на ситуацію в Сілезії. Формально Анджей Жабинський не був членом KFP та навіть зрідка критикував «фракційність». Реально він був політичним й організаційним лідером цієї групи. Ідеологом і публічним оратором KFP виступав марксистсько-ленінський філософ, історик та викладач Всеволод Волчев.
KFP догматично виступав за послідовний марксизм-ленінізм, відновлення всевладдя ПОРП, силове придушення «Солідарності» або включення в офіційні профспілки, пряме військове втручання СРСР на кшталт «братської допомоги» Чехословаччини у 1968 році. Допускалася навіть критика «нерішучості» вищих керівників партії й уряду — Станіслава Кані, Войцеха Ярузельського й особливо Мечислава Раковського. Зі свого боку, Раковський та його однодумці зараховували Жабинського до «банди чотирьох» (з відомою китайською алюзією) — разом з Ольшовським, Грабським та Куровським. Йшлося навіть про «тероризування ЦК» цим угрупуванням.

#### Противник «Солідарності»
В апараті ПОРП Жабинський висунувся як один з головних стратегів боротьби з незалежною профспілкою. Ще у вересні 1980 року він брав активну участь у підготовці нового законодавства, що максимально обмежує профспілкові можливості. Управління СБ, з санкції воєводського комітету ПОРП, проводило спецоперації проти «Солідарності», зокрема жорсткі акції опергрупи майора Перека. Використовуючи колишній комсомольський досвід, Жабинський формував для боротьби з «Солідарністю» групи партійного активу. Одні з них мали завдання проникнення до профспілки та її розкладання зсередини, інші — пряме протистояння, аж до силових нападів.
Зі свого боку, активісти «Солідарності» бачили у Жабинському головного ворога. Анджей Розплоховський публічно називав його «опольським мафіозі». Лінія Жабинського зустрічала протидії навіть у низці катовицьких парторганізацій, налаштованих на реформи та готових співпрацювати з незалежною профспілкою. У зв'язку з цим перший секретар заявляв, що «значення демократії не слід перебільшувати», провадив жорсткі кадрові чистки, розпускав цілі комітети та намагався спиратися на ортодоксів, орієнтованих на ідеологію та практику часів Берута. Створення у ПОРП реформістських клубів й інших горизонтальних структур він називав «антипартійною діяльністю», «спробами перетворити комуністичну партію на соціал-демократію» та всіляко блокував такі дії.
Жабинський допускав не лише силові методи, а й корумпування, «приручення» активістів «Солідарності». З граничною відвертістю він заявив ще у вересні 1980 року: «Там багато славних молодих хлопців. Нехай вони дізнаються про смак влади. Надати їм приміщення, влаштувати з максимальною розкішшю. Я не знаю людину, яку не деморалізувала б влада. Питання лише, як швидко і якою мірою» (Цинізм цих висловлювань, опублікованих «Солідарністю», іноді викликав сумніви в їхній справжності, але вищі партійні керівники вважали цей запис правдивим — на їхню думку, Жабинський з самого початку повів свою гру у Сілезії).
Перший секретар встановив тісний контакт з лідером регіональної шахтарської «Солідарності» Ярославом Сенкевичем (Жабинський і Сенкевич підписували Ястшембську угоду). Створюючи для Сенкевича всілякі матеріально-побутові преференції (розгульне проведення часу, спільні гулянки, полювання тощо), Жабинський домагався серйозних поступок від «Солідарності». Таким шляхом силезький партапарат зумів запобігти великому страйку у листопаді 1980 року, значною мірою нейтралізувати профцентр у березні 1981 року. Жабинський познайомив Сенкевича з Мочаром, «катом Армії Крайова», був дуже вражений міццю багатомільйонної «Солідарності» та шукав зв'язки у цьому середовищі для спільних політичних проєктів. Фактично Жабинському вдалося з Сенкевичем те, що ідеологічно твердий Мар'ян Юрчик у Щецині відмовив Барциковському.
На засіданнях Політбюро ЦК ПОРП Жабинський говорив, що має «свою кишенькову „Солідарність“». Він прямо ставив свої дії як приклад партійному керівництву, передрікав «повну стабілізацію становища» та дорікав уряду за такі «непотрібні поступки» як підвищення виплат шахтарям чи згоду на вихідні суботи. Соціальна політика катовицької влади відрізнялася особливою жорсткістю, яка пояснювалося не лише ідеологічними настановами, а й критичною важливістю вуглевидобутку.
Однак зближення Сенкевича з партійною номенклатурою викликало гнів у профспілці, і вже у січні 1981 року його змістили з головування (згодом поширилася чутка про співпрацю Сенкевича з СБ, яка виявилася хибною). У найбільших організаціях профспілки: Катовицькому та Сілезько-Домбрівському профцентрах «Солідарності», утвердилася радикально антикомуністична лінія Розплоховського. План Жабинського щодо захоплення профспілки зсередини виявився зірваним. Стало очевидним, що його звіти у Політбюро видавали бажане за дійсне. Після цього Жабинський різко змінив риторику. На думку деяких біографів, весна 1981 року позначила у діяльності Жабинського негативний перелом — енергійний динамізм, яким він раніше вигідно виділявся на тлі загальнопартійної застійної рутини, змінився розпачем політично приреченого.
З лютого 1981 року Жабинський почав відкрито закликати до силового придушення «Солідарності» всією могутністю держави під гаслом «ні кроку назад!». Найжорсткішу позицію займав Жабинський під час Бидгощської кризи. Він наполягав на запобіжних діях проти «Солідарності» за допомогою сил Варшавського договору — у цей час проходили вчення Союз-81.

#### Іноземні зв'язки
У складі делегації ПОРП Жабинський побував на XXVI з'їзді КПРС. Включення катовицького секретаря особисто пролобіював посол СРСР у ПНР Борис Арістов. У Москві Жабинський встановив контакти в оточенні Юрія Андропова та Дмитра Устинова. Жабинський обговорював із Грубою оперативні плани радянської інтервенції. Він визнавав неминучість кровопролиття за такого сценарію, але вважав за необхідне політичне чищення країни. Радянське керівництво почало відносити Жабинського до так званих «здоровим силам» та розглядати як прийнятного кандидата на керівництво ПОРП. Аналогічну позицію займала влада НДР і ЧССР. Спеціальна нарада з цього питання за участю Жабинського та Груби відбулася у радянському консульстві у Кракові.
Жабинський встановив постійний контакт із Мирославом Мамулою — першим секретарем комітету КП Чехословаччини сусідньої Острави. Жабинський і Мамула безпосередньо планували «побратимську допомогу у відповідь» — з ЧССР до ПНР. В оточенні Жабинського постійно були присутні офіцери КДБ, Штазі, StB. Малювалися конкретні схеми військового вторгнення до Польщі. Начальник воєводського військового штабу генерал Ян Лазарчик пояснював такі плани Жабинського зловживанням алкоголем.
На спеціальній нараді у травні 1981 року Леонід Брежнєв, Еріх Гонекер і Ґустав Гусак вже безпосередньо обговорювали варіанти заміни Кані та Ярузельського на Ольшовського, Грабського, Кочелека чи Жабинського. Матеріали KFP, загалом нечисленної та не дуже впливової групи, поширювалися партійною печаткою КПРС, СЄПН, КПЛ. Передз'їздівська платформа KFP детально викладалася у кореспонденції ТАРС. Жабинський використовувався як фігура тиску, для підштовхування Кані і потім Ярузельського до жорсткіших дій.

#### Вихід із Політбюро
Генерал Ярузельський висловлював здивування, з якого дива «гереківський кадр» Жабинський виявився представником «бетону». Ортодоксальні виступи KFP й очевидні владні амбіції Жабинського категорично не влаштовували партійне керівництво. Викликала роздратування його схильність постійно вимагати фінансову чи продовольчу допомогу для свого регіону (у тих випадках, коли на це не було шансу, він часто пропускав засідання Політбюро). Військова спецслужба представила Ярузельському корупційний компромат на Жабинського. Крім того, стиль виступів Жабинського відрізнявся казенною нещирістю.
Влітку 1981 року KFP спробував нав'язати свою програму IX надзвичайному з'їзду ПОРП або зірвати взагалі. На червневому пленумі ЦК ПОРП Жабинський публічно говорив про «вкрай небезпечне становище ПОРП», про «байдужість керівництва до того, що відбувається», закликав до максимально жорстких дій проти опозиції. Цей виступ з'явився вже відвертою атакою на Каню та Ярузельського і викликав з їхнього боку різку відсіч. Жабинського дистанціювали від ухвалення рішень. Навіть проєкти, які безпосередньо стосувалися Катовиці (наприклад, про шахтарські зарплати), почали розглядатися без участі першого воєводського секретаря.
Апаратні позиції Кані та Ярузельського, а також Раковського та Барциковського виявилися сильнішими за «бетон». З цим вирішили рахуватися і в Москві. Видатну роль у відбитті атаки Жабинського та KFP зіграв Єжи Урбан, який розгорнув масовану кампанію викриття «спроб використовувати якийсь „чистий марксизм-ленінізм“ проти партії та ЦК». Саме виступ на червневому пленумі з відчайдушною критикою першого секретаря Кані розглядається як початок політичного кінця Анджея Жабинського.
На IX з'їзді ПОРП Жабинський зазнав поразки при альтернативному голосуванні і його вивели з Політбюро та ЦК. Він зберіг пост у Катовицькому воєводському комітеті, але амбітний поступ Жабинського зупинився. Відчутно підірвалися і його позиції у Катовиці — більшість низових парторганізацій демонстрували негативний настрій першого секретаря. На його боці залишалися лише особисто пов'язані функціонери й ортодокси KFP.
Восени 1981 року, після I з'їзду «Солідарності», Жабинський оголосив стан мобілізаційної готовності катовицьких партійних організацій та формувань ОРМО. Він закликав запровадити в ПНР надзвичайний стан, заборонити незалежну профспілку, заводи та шахти, зажадав у воєводському армійському штабі посилення військової охорони партійних об'єктів. Все це було зроблено через кілька тижнів. Однак на той момент вищі керівники проігнорували заклик Жабинського — демонструючи відверту зневагу. Його усунення з політики стало питанням короткого часу.

### Відставка
Ортодоксальне крило ПОРП та персонально Анджей Жабинський вітали введення воєнного стану 13 грудня 1981 року. Ситуація у Сілезії, особливо у вугледобувних районах, склалася конфронтаційна. Цьому сприяли і попередні виступи Жабинського з нападками на шахтарську «Солідарність». Перший секретар надавав ресурси воєводської парторганізації у розпорядження силових структур, які придушували страйки. Проте всі рішення ухвалювалися вже без нього. Сам він оцінював свій статус цілком реалістично:
Я нічого не можу.

Анджей Жабинський, 14 грудня 1981 року
15 грудня 1981 року ЗОМО застосували зброю при придушенні страйку на шахті «Липневий маніфест», п'ятеро людей отримали поранення. 16 грудня 1981 року сталося зіткнення на шахті «Вуєк» — у бою із ЗОМО загинули дев'ять шахтарів-страйкарів. Придушили також десятиденний страйк металургів Хута Катовиці. Страйкували вугільні шахти «Земовіт», «Липневий маніфест», «Сосновець», два тижні тривав підземний страйк на шахті «Пяст».
Анджей Жабинський (на відміну від Єжи Груби) не брав безпосередньої участі у трагічних подіях. Але як голова регіональної партійної влади він ніс політичну відповідальність. Його ідеологічний догматизм і жорсткий політичний курс сприймалися як першопричини того, що сталося. Цим скористався генерал Ярузельський, який давно шукав привід змінити керівника у Катовиці.

Генерал Роман Пашковський, 16 грудня призначений Катовицьким воєводою замість відставленого Лихося, називав своїм завданням «упокорення партійних яструбів на чолі з Жабинським». Через три тижні Анджея Жабинського зняли з посади першого секретаря воєводського комітету ПОРП. Його змінив повністю орієнтований на Ярузельського Збіґнєв Месснер.
Коли Анджей Жабинський залишав посаду, майже ніхто не шкодував про це.

## Останні роки
До кінця травня 1982 року Анджей Жабинський перебував у розпорядженні ЦК як політичний функціонер. Потім був переведений на дипломатичну службу — до 1987 року був радником посольства ПНР в УНР. З 1 вересня до 31 грудня 1987 року — знову у розпорядженні ЦК. Але помітної політичної ролі він уже не виконував.
Помер Жабинський у віці 49 років, перед початком нової страйкової хвилі, що призвела до падіння влади ПОРП. Похорон на католицькому цвинтарі у Катовиці профінансували з партійного бюджету.
У політичній історії Польщі Анджей Жабинський запам'ятався як ортодоксальний комуніст і непримиренний супротивник «Солідарності». Але друге так чи інакше було характерним майже для всіх керівників і функціонерів ПОРП. Особливості Жабинського полягали у вкрай агресивній риториці, енергійній самостійній активності, вираженій емоційності та відкритому заступництві внутрішньопартійного сталінського угруповання.